# Petershill Park
Petershill Park è un impianto sportivo con stadio di calcio situato nel sobborgo Springburn di Glasgow, la più grande città della Scozia. È dotato di un campo da calcio all'aperto di terza generazione, recintato, con tribuna da 500 posti a sedere, dalla superficie in Astroturf (erba sintetica) e attrezzato con illuminazione per gli incontri in notturna.
Ospita le squadre di calcio maschili della West of Scotland Football League, Petershill e Rossvale, nonché gli incontri casalinghi delle squadre di calcio femminile Glasgow City, Glasgow Girls e Partick Thistle Women. È conosciuto localmente come The Peasy, che è anche il soprannome del club Petershill.
L'impianto, che dal gennaio 2021 è dato in gestione alla Partick Thistle Charitable Trust per 25 anni, comprende inoltre sei campi da calcio a 5, spogliatoi, studi di danza e fitness, caffetteria, suite per funzioni e un blocco di uffici a due piani.